# 中山真彦
中山 真彦（なかやま まさひこ、1934年3月10日 - 2018年9月23日）は、日本のフランス文学者、比較文学者、東京工業大学名誉教授。正しくは中山眞彦。

## 人物・来歴
京城府（現・ソウル特別市）生まれ。本籍地佐賀県、後に東京都。東京大学文学部仏文科卒、1959年同大学院修士課程修了、同博士課程中退、1963年千葉大学文理学部助手、1968年東京工業大学助教授、教授、1991年定年前に退官、名誉教授、東京女子大学教授、2002年退任。1998年フランス政府から教育功労章を授与される。
フランス文学研究のほか、日本文学の仏訳についても研究。

## 著書
- 『ルーヴル美術館にて 初級フランス語総合教本』朝日出版社 1988年
- 『ビデオで入門フランス語 ボンジュール・パリ』白水社 1992年
- 『物語構造論 「源氏物語」とそのフランス語訳について』岩波書店 1995年
- 『オルセー美術館にて 初級フランス語総合教本』朝日出版社 2000年
- 『小説の面白さと言語 日本現代小説とそのフランス語訳を手掛かりに』新曜社 2004年
- 『DVDで入門フランス語』白水社 2005年
- 『新デパール』白水社 2006年
- 『ロマンの原点を求めて 『源氏物語』『トリスタンとイズー』『ペルスヴァルまたは聖杯物語』』水声社 2008年
- 『ラブレーとセルバンテス 近代小説の原点』中山眞彦遺稿集編集委員会 編集 水声社 2019年

共著
- 『ボンジュール・パリ』杉山利恵子 3訂版 白水社 2003年
- 『ミニ・ボンジュール・パリ』杉山利恵子 改訂版 白水社 2005年
- 『危機のなかの文学 今、なぜ、文学か?』赤羽研三、大鐘敦子、沖田吉穗、神田浩一、北山研二、佐々木滋子、澤田肇、立花史、原田操、宮本陽子、横山安由美、吉田裕共著 水声社 2010年

翻訳
- バルザック『あら皮』世界文学全集 筑摩書房 1967年
- ミシェル・カズナーヴ『愛の原型 トリスタン伝説』新潮社 1972年
- アンドレ・モーロワ『私の生活技術』講談社 1978年 「人生をよりよく生きる技術」講談社学術文庫
- ショワジール編『訴える女たち レイプ裁判の記録』講談社 1979年
- ミシュリーヌ・ブーデ『よみがえる椿姫』白水社 1995年
- フィリップ・ヴィガン、ステファヌ・ヴィガン『沈黙を超えて生きる 夫と妻…それぞれの愛と闘いの物語』主婦と生活社 1998年

## 論文
- <中山眞彦